# 似絵

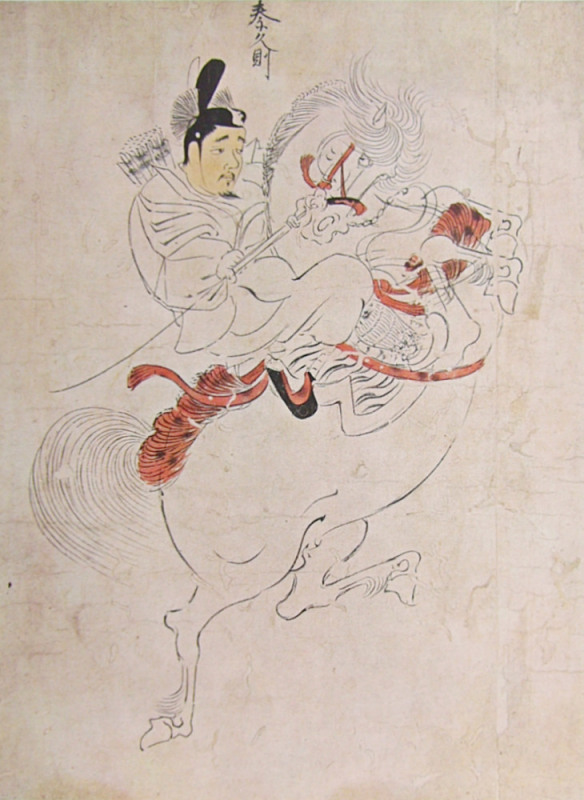
随身庭騎絵巻（秦久則像）

似絵（にせえ）は、鎌倉時代から南北朝時代にかけて流行した大和絵系の肖像画を指す絵画用語。

## 概要
人物や牛馬の容貌を像主に似せて描いたもので、写実性・記録性が強い。したがって、尊崇や礼拝のために理想化された肖像画や禅宗における頂相などを似絵とは呼ばない。特色としては、細い淡墨線を引き重ねて目鼻だちを整え、対象となる人物の特徴を捉えようとする技法を用いていること、また、作品の多くが小幅の紙本に描かれていることが挙げられる。

## 背景

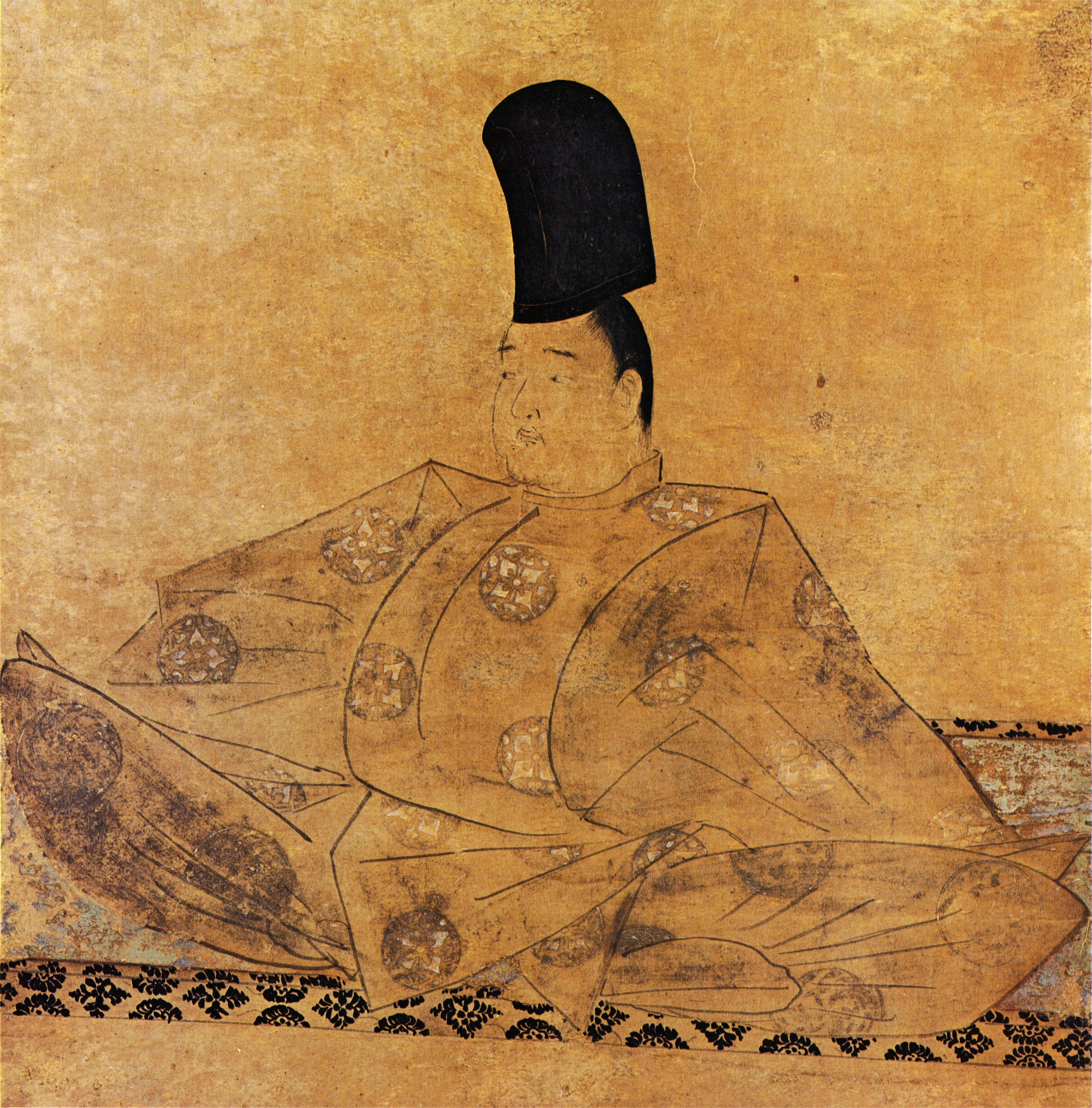
後鳥羽天皇像

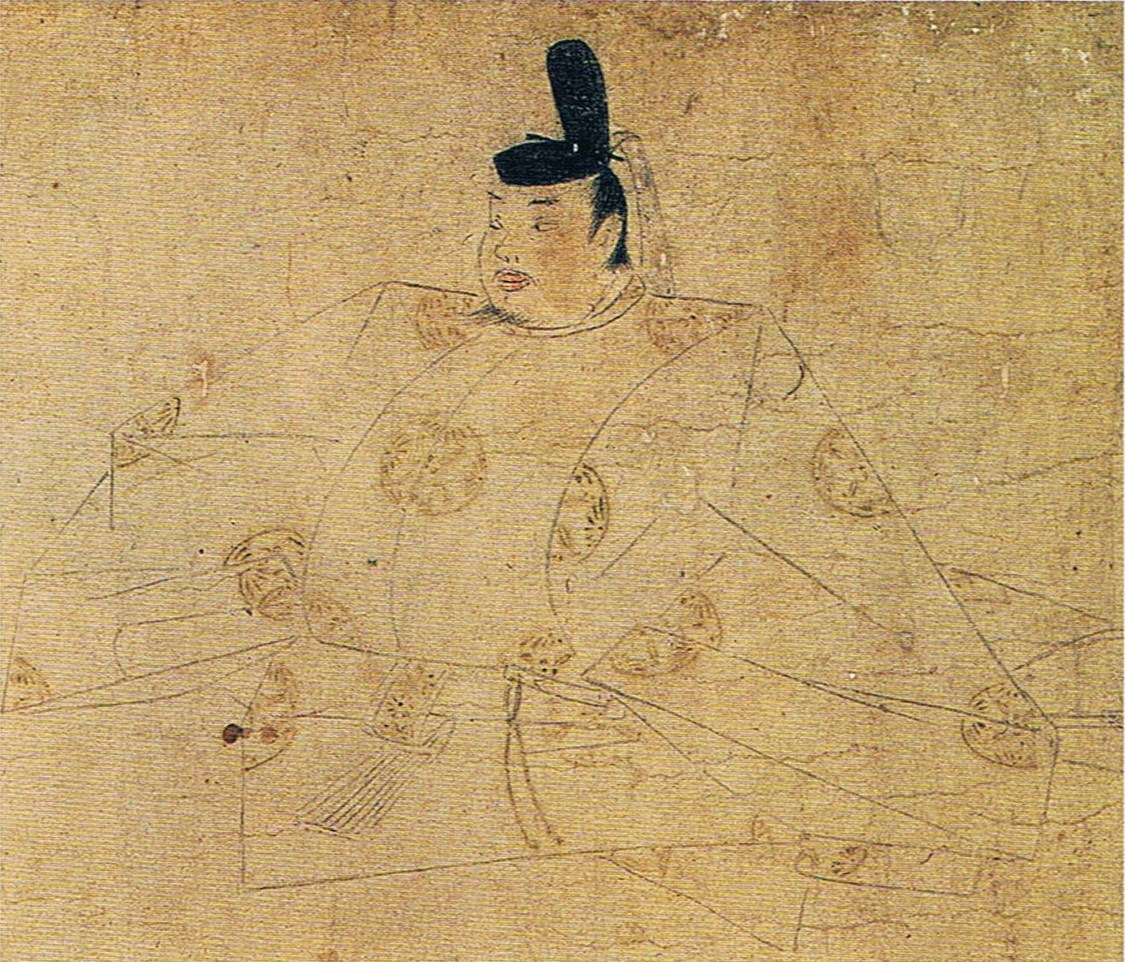
公家列影図（藤原忠通像）

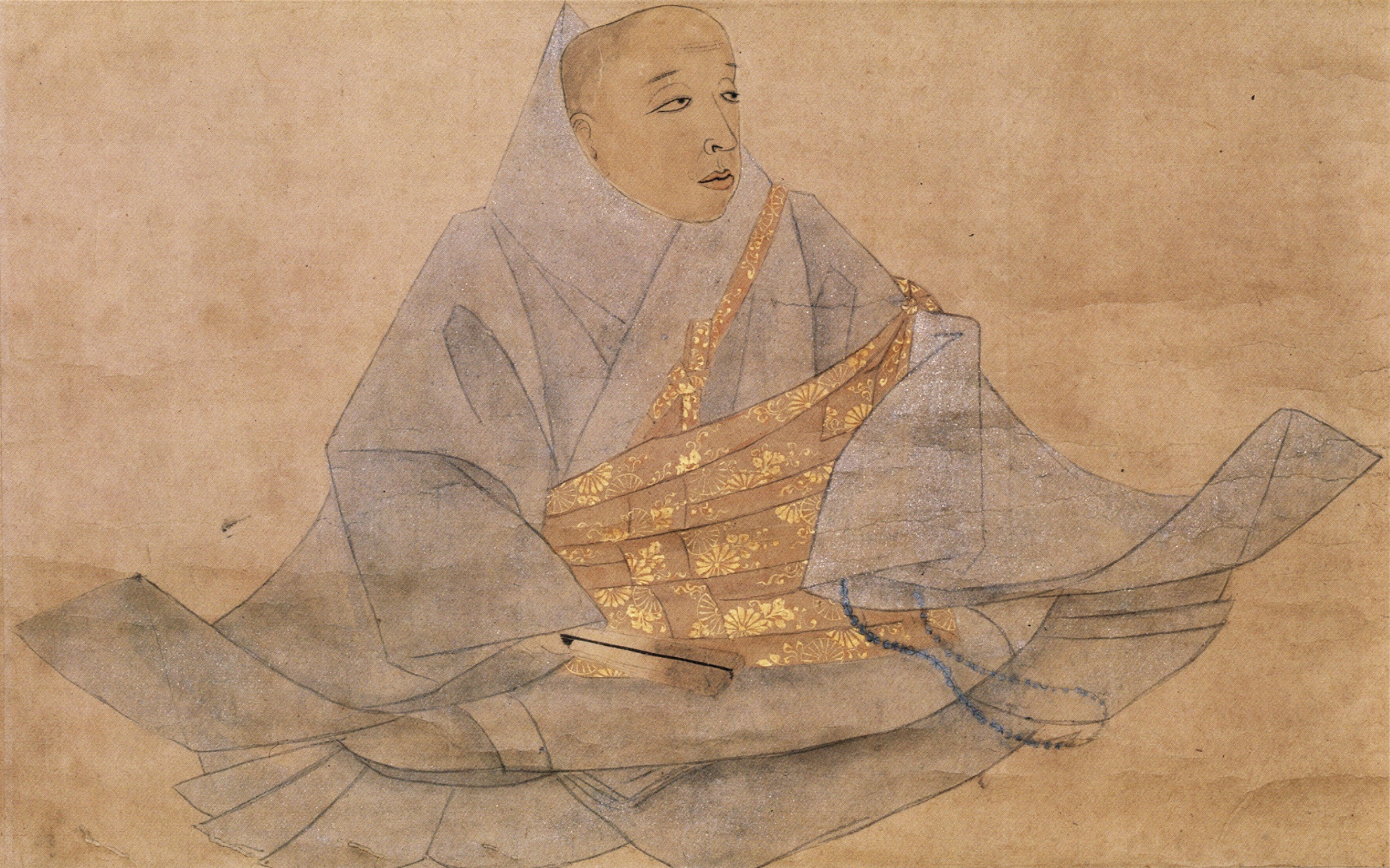
花園天皇像

平安時代以前には、一般に自身の容貌があからさまに描かれることをはばかる傾向があり、肖像画といえば、およそ高僧像が中心で、世俗人物の肖像は稀であった。このような傾向に変化が生じたのは平安末期のことである。『玉葉』によれば、承安3年（1173年）に建春門院の発願で成った最勝光院御堂の障子絵には、常盤光長によって平野行啓・日吉御幸や高野御幸の有様が描かれたが、実際に供奉した公卿の面貌だけはその道に堪能な藤原隆信が手掛けたという。また、『吉記』によると、四天王寺の念仏堂には、後白河上皇の仰せによって藤原隆能が描いた鳥羽上皇の御影（崩御後の供養像であろう）が安置されていたという。これらの作例は何れも現存しないが、似絵の先駆的作品として位置付けることが出来るものである。

## 作品例
この画法は隆信の子信実によって大成され、似絵としてのジャンルが確立された。その後、隆信－信実の家系は14世紀前半の豪信に至るまで、次々と似絵画家を輩出した。現存する代表的な似絵は、この画派（隆信派と呼ぶことがある）が関わったとみられる作品が多い。豪信以後、似絵技術が継承された形跡はない。その理由として、家系内で技術を継承する者がいなかったことにも因るだろうが、頂相に代表される似絵的な写実的描法が社会に広がり、発展的に消滅したと考えられる。
- 承安五節絵 （国会図書館他、模本伝存） 1巻 承安元年（1171年） 伝藤原隆信・常盤光長筆
- 中殿御会図 （北村家、模本伝存） 1幅 建保6年（1218年） 重要文化財 藤原信実筆
- 後鳥羽天皇像 （水無瀬神宮） 1幅　承久3年（1221年） 国宝 藤原信実筆
- 随身庭騎絵巻[4] （大倉文化財団）  1巻 宝治元年（1247年） 国宝 伝藤原信実・為継筆
- 公家列影図 （京都国立博物館） 1巻 建長4年（1252年）以降 重要文化財
- 親鸞聖人像 （西本願寺） 1幅 弘長2年（1262年） 国宝 専阿弥陀仏筆
- 馬医草紙断簡 （東京国立博物館） 1巻 文永4年（1267年） 重要文化財
- 後宇多天皇像 （大覚寺） 1幅 13世紀後半 重要文化財
- 駿牛図断簡 （東京国立博物館他） 13世紀 重要文化財
- 天皇摂関御影 （徳川美術館） 2巻 13世紀 重要文化財
- 後白河院像 （宮内庁書陵部） 1枚 応長元年（1311年） 藤原為信筆
- 花園天皇像 （長福寺） 1幅 暦応元年（1338年） 国宝 豪信筆
- 天子摂関御影 （三の丸尚蔵館） 4巻 14世紀 藤原為信・豪信筆

## 参考資料
- 若杉準治 『日本の美術469 似絵』 至文堂、2005年 ISBN 4-7843-3469-6